# スラフスク
スラフスク（ロシア語: Славск, ラテン文字転写: Slavsk）は、ロシア西部飛び地のカリーニングラード州北部にある都市。1945年以前はドイツ領東プロイセンに属し、ドイツ語でハインリヒスヴァルデ（Heinrichswalde, リトアニア語: Gastos, ポーランド語: Jędrzychowo）といった。リトアニアとの国境の町であるソヴィエツク（ティルジット）の南西15 km にあり、ネマン川（メーメル川）からクルシュー潟（クロニア潟）にかけて広がる低湿地に位置している。
人口は2006年で5,000人ほど。2002年国勢調査で5,172人、1989年ソ連国勢調査では4,682人。1939年の人口は3,467人であった。

## 歴史
1292年よりハインリヒスヴァルデの名で記録に残っている。1818年にはニーデルング郡（Niederung, 1938年よりエルヒニーデルング Elchniederung）の行政中心地となった。
第二次世界大戦後、東プロイセン北部はソビエト連邦に併合され、1946年には市の地位を得て現在の名になった。スラフスクは「栄光（スラヴァ）の町」の意である。

## 産業と交通
州都カリーニングラードとソヴィエツクを結ぶ鉄道の駅がある。

## 見所
スラフスクでは、ネオゴシック様式のルーテル派教会が再建されている。またロシア正教会の伝統的な様式の聖堂が計画中である。第二次世界大戦前は「庭園の町」として知られ、ティルジット郊外の日帰り観光地でもあった。